# Миккельсен, Тобиас
То́биас Ми́ккельсен (дат. Tobias Mikkelsen; род. 18 сентября 1986[…], Хельсингёр, Фредериксборг) — датский футболист, правый полузащитник. Выступал за сборную Дании.

## Карьера

### Клубная
Профессиональную карьеру начал в «Люнгбю», с которым вышел в датскую Суперлигу. В 2007 году стал футболистом «Брондбю», заключив с клубом контракт на 4 года. Быстро стал основным игроком команды, но позднее из-за проблем со здоровьем выбыл из основного состава.
В 2009 году перешёл в «Норшелланн», где отыграл три года. С клубом дважды выиграл Кубок Дании, а в сезоне 2011/12 — и чемпионат.
С июля 2012 года по январь 2013 года выступал за немецкий «Гройтер». В январе 2013 года подписал долгосрочный контракт с норвежским «Русенборгом».

### В сборной
Выступал за молодёжную сборную Дании, провёл в её составе 11 матчей и забил 1 гол.
Впервые был вызван в сборную Дании в октябре 2011 года. Дебютировал в национальной команде 15 ноября в матче против команды Финляндии. Второй матч сыграл 29 февраля 2012 года против сборной России.
Был включён Мортеном Ольсеном в заявку сборной Дании на чемпионат Европы-2012.

## Статистика

### Матчи Миккельсена за сборную Дании
| Матчи Миккельсена за сборную Дании | Матчи Миккельсена за сборную Дании | Матчи Миккельсена за сборную Дании | Матчи Миккельсена за сборную Дании | Матчи Миккельсена за сборную Дании | Матчи Миккельсена за сборную Дании |
| ---------------------------------- | ---------------------------------- | ---------------------------------- | ---------------------------------- | ---------------------------------- | ---------------------------------- |
| №                                  | Дата                               | Соперник                           | Счёт                               | Голы Миккельсена                   | Соревнование                       |
| 1                                  | 15 ноября 2011                     | Финляндия                          | 2:1                                | —                                  | Товарищеский матч                  |
| 2                                  | 29 февраля 2012                    | Россия                             | 0:2                                | —                                  | Товарищеский матч                  |
| 3                                  | 2 июня 2012                        | Австралия                          | 2:0                                | —                                  | Товарищеский матч                  |
| 4                                  | 9 июня 2012                        | Нидерланды                         | 1:0                                | —                                  | Чемпионат Европы 2012              |
| 5                                  | 13 июня 2012                       | Португалия                         | 2:3                                | —                                  | Чемпионат Европы 2012              |
| 6                                  | 17 июня 2012                       | Германия                           | 1:2                                | —                                  | Чемпионат Европы 2012              |
| 7                                  | 15 августа 2012                    | Словакия                           | 1:3                                | 1                                  | Товарищеский матч                  |
| 8                                  | 8 сентября 2012                    | Чехия                              | 0:0                                | —                                  | Чемпионат мира 2014 (отбор)        |

Итого: 8 матчей / 1 гол; 3 победы, 1 ничья, 4 поражения.

## Достижения
- Чемпион Норвегии: 2015
- Чемпион Дании: 2011/12
- Обладатель Кубка Дании (2): 2009/10, 2010/11
- Серебряный призёр чемпионата Норвегии (2) : 2013, 2014